# Massacre de Pottawatomie
La massacre de Pottawatomie (Pottawatomie massacre) es va produir durant la nit del 24 de maig i el matí del 25 de maig de 1856. En reacció al saqueig de Lawrence (Kansas) per forces pro-esclavistes, John Brown i una banda de colons abolicionistes (alguns d'ells membres de la Pottawatomie Rifles) van matar cinc colons al nord de Pottawatomie Creek en el Comtat de Franklin. Aquest va ser un dels molts episodis sagnants de Kansas que van precedir la Guerra Civil dels Estats Units, que van arribar a ser coneguts col·lectivament com a Bleeding Kansas, i que va ser causat principalment pel Compromís de Missouri i la Llei de Kansas-Nebraska.